# 若き獅子たち (アルバム)
『若き獅子たち』（わかきししたち）は、西城秀樹の7枚目のオリジナル・アルバム。1976年11月25日にRCAから発売された。

## 解説
- デビュー5年目の集大成として発表され、全曲が阿久悠の作詞、三木たかしの作曲・編曲となっている。
- ヒット曲「若き獅子たち」が表題曲として収録されている。
- 「抱擁 春・夏・秋・冬」は、季節ごとに別々の楽曲で構成されている。

## 収録曲
| 全作詞: 阿久悠、全作曲・編曲: 三木たかし。 |                         |        |            |
| #                                          | タイトル                | 作詞   | 作曲・編曲 |
| A1.                                        | 「序曲〜デッドヒート」  | 阿久悠 | 三木たかし |
| A2.                                        | 「抱擁 春・夏・秋・冬」 | 阿久悠 | 三木たかし |
| A3.                                        | 「裸体」                | 阿久悠 | 三木たかし |
| B1.                                        | 「渚から」              | 阿久悠 | 三木たかし |
| B2.                                        | 「太陽の悲劇」          | 阿久悠 | 三木たかし |
| B3.                                        | 「ギターの墓標」        | 阿久悠 | 三木たかし |
| B4.                                        | 「青春のタイトロープ」  | 阿久悠 | 三木たかし |
| B5.                                        | 「若き獅子たち」        | 阿久悠 | 三木たかし |

## 復刻盤
- 1994年12月16日発売のCD『HIDEKI SAIJO EXCITING AGE'72 - '79』（11枚組）の中の1枚（7枚目)
- 2021年9月17日発売のGOH HOTODAによるデジタルリマスタリング盤（Blu-spec CD2、紙ジャケット仕様）